# Zhang Fakui
Zhang Fakui (張發奎, 2 septembre 1896 - 10 mars 1980) est un général du Kuomintang qui lutta contre les seigneurs de la guerre chinois, l'armée impériale japonaise et le Parti communiste chinois. Il fut commandant en chef du 8e groupe d'armées et de l'armée nationale révolutionnaire avant de fuir à Hong Kong à la suite de la victoire finale des communistes. Il est récipiendaire de l'ordre du Ciel bleu et du Soleil blanc, la plus haute distinction nationaliste, et de l'ordre de l'Empire britannique.

## Jeunesse et formation
Zhang Fakui est né au Guangdong en 1896. Il suit des cours privés durant sa jeunesse et se rend à Guangzhou pour devenir apprenti avant de rejoindre la milice locale. Il entre à l'académie militaire élémentaire du Guangdong en 1912 puis au lycée militaire de Wuhan. Il sert comme garde du corps personnel de Sun Yat-Sen et est nommé commandant de bataillon du nouveau 4e corps de l'armée nationale révolutionnaire. En 1923, il rejoint la campagne contre le seigneur de la guerre cantonais Chen Jiongming et est promu commandant de régiment, puis de brigade, et enfin de division. Durant l'expédition du Nord il mène victorieusement le 4e corps contre les armées du seigneur de guerre Wu Peifu dans le centre de la Chine. Le 4e corps est bientôt surnommé l'« armée de fer » et Zhang est loué par le peuple en tant que « héros de l'armée de fer ». Lorsque Tchang Kaï-chek attaque les communistes lors du massacre de Shanghai le 12 avril 1927, Zhang met en place le gouvernement de Wuhan avec Wang Jingwei. Il est récompensé par le commandement du 4e et du 11e corps. Le même mois, les gouvernements du Kuomintang lancent des campagnes séparées contre les seigneurs de guerre du Nord, et Zhang remporte de nouveau une victoire décisive contre la clique du Fengtian de Zhang Zuolin au Henan.
Il est promu commandant en chef de la 4e zone de guerre et se prépare à attaquer Nankin. Lorsque Wang Jingwei et Tchang Kaï-chek se réconcilient en juillet 1927, beaucoup d'officiers communistes sous son commandement se mutinent lors du soulèvement de Nanchang. L'armée de Zhang défait les communistes et chassent les mutins jusqu'au Fujian, puis retourne dans sa province de base. Au Guangdong, il repousse la nouvelle clique du Guangxi et supporte Wang Jingwei contre Tchang Kaï-chek. Les communistes encore présents dans son armée profitent de la confusion pour lancer la Commune de Canton, que Zhang réprime immédiatement avec trois divisions. Il est cependant blâmé pour le fiasco et démissionne de son poste. Avant le début de la seconde guerre sino-japonaise, il participe à une série de conflits locaux visant à arrêter l'influence grandissante du gouvernement nationaliste de Tchang Kaï-chek dans sa province et est un belligérant actif durant la guerre des plaines centrales contre le gouvernement de Nankin. En 1936, lui et Tchang se réconcilient et il est nommé commandant en chef de la zone frontalière du Zhejiang, du Jiangxi, de l'Anhui, et du Fujian pour y éradiquer les activités communistes.

## Seconde guerre sino-japonaise
Durant la seconde guerre sino-japonaise, Zhang Fakui commande le 8e groupe d'armées à la bataille de Shanghai de 1937 et le 2e groupe d'armées à la bataille de Wuhan de 1938. Il commande la 4e zone de guerre de 1939 à 1944, défend le Guangdong et le Guangxi contre les Japonais dans le Sud de la Chine, et remporte une victoire à la bataille du sud de Guangxi. Il est ensuite nommé commandant en chef de la zone de guerre de Guilin durant l'opération Ichi-Go. En tant que commandant en chef de la 2e armée de front, il accepte la reddition de la 22e armée japonaise au Guangdong en 1945.
Ses conversations téléphoniques avec Tchang Kaï-chek sont assez compliquées car Zhang est de l'ethnie Hakka et les deux hommes ont des difficultés à se comprendre : Tchang lui demandait toujours s'il avait compris ses ordres et ne raccrochait pas avant que Zhang ne lui donne une réponse affirmative.
Durant la lutte contre les Japonais, Zhang avait demandé aux commandants du 1er corps d'armée que l'armée chinoise change ses codes car il avait découvert que les Japonais les décodaient facilement au début de la guerre. Après le conflit, il se rend à Hong Kong pour accepter la reddition des troupes japonaises jusqu'à la restauration du gouvernement colonial britannique qui lui remit l'ordre de l'Empire britannique. Sa médaille lui est remise par le gouverneur de Hong Kong Mark Aitchison Young en mai 1947.
Zhang était surnommé « Zhang Fei », d'après un héros des Chroniques des Trois Royaumes.

## Politique à l'égard de l'Indochine
Zhang Fakui organise le soutien du Kuomintang aux organisations et partis révolutionnaires vietnamiens contre le pouvoir colonial français et assiste ainsi le Việt Nam Quốc Dân Đảng. Basé au Guangxi, il fonde le Việt Nam Cach Menh Dong Minh Hoi (« Ligue révolutionnaire vietnamienne ») en 1942. L'armée chinoise du Yunnan, dirigée par le Kuomintang, occupe le Nord du Vietnam après la reddition japonaise de 1945, le Việt Nam Quốc Dân Đảng restant la seule opposition au parti communiste de Hô Chi Minh. La ligue révolutionnaire vietnamienne est une union de différents groupes nationalistes et est dirigée par le Việt Nam Quốc Dân Đảng pro-chinois. Son but est l'unité avec la Chine d'après les Trois principes du peuple établis par Sun Yat-sen, et l'opposition aux Japonais et aux Français,. La ligue est contrôlée par Nguyễn Hải Thần (en). Zhang parvient à empêcher astucieusement les communistes du Vietnam et Hô Chi Minh d'entrer dans la ligue, étant donné que son but principal est d'augmenter l'influence chinoise en Indochine. Le Kuomintang avait utilisé ces nationalistes vietnamiens durant la guerre contre les Japonais.

## Guerre civile chinoise
Après la guerre contre les Japonais, il est nommé responsable de la province du Guangdong puis devient l'un des conseillers militaires de Tchang Kaï-chek. Après la désastreuse campagne de Huaihai (en), le vice-président Li Zongren devient président par intérim et Zhang est nommé administrateur militaire en chef du Hainan et commandant en chef des forces nationalistes en mars 1949. Il ne rejoint pas Taïwan avec son commandant Xue Yue mais s'installe à Hong Kong.

## Retraite à Hong Kong
En juin 1949, Zhang démissionne et se rend à Hong Kong. Il finance la construction d'écoles dans son village natal et organise le 1er congrès mondial de l'ethnie Hakka à Hong Kong où il meurt en 1980. Il s'efforçait de rester neutre entre les communistes et les nationalistes. Malgré les nombreuses demandes de Taïwan et de Chine populaire, il n'a jamais visité ces deux pays et son ancien subordonné Ye Jianying et le président de Taïwan Chiang Ching-kuo envoyèrent des lettres de condoléances pour exprimer leur chagrin.

## Carrière militaire
- 1926 - Commandant du IVe corps
- 1926 - 1927 - Commandant de la 12e division
- 1927 - Retiré
- 1936 - 1937 - Commandant en chef de la zone frontalière Zhejiang-Fujian-Anhui-Jiangxi
- 1937 - 1938 - Commandant en chef du 8e groupe d'armées
- 1937 - Commandant en chef de la 3e zone de guerre
- 1938 - Commandant en chef du 2e groupe d'armées à la bataille de Wuhan
- 1939 - 1944 - Commandant en chef de la 4e zone de guerre
- 1944 - Commandant en chef de la zone de guerre de Guilin
- 1944 - 1945 - Commandant en chef de la 2e armée de front

## Sources
- http://www.generals.dk/general/Chang_Fa-Kuei/_/China.html
- Hsu Long-hsuen and Chang Ming-kai, History of The Sino-Japanese War (1937–1945) 2nd Ed., 1971. Translated by Wen Ha-hsiung, Chung Wu Publishing; 33, 140th Lane, Tung-hwa Street, Taipei, Taiwan Republic of China.